# フリードリヒ・ヴィルヘルム (ブランデンブルク選帝侯)

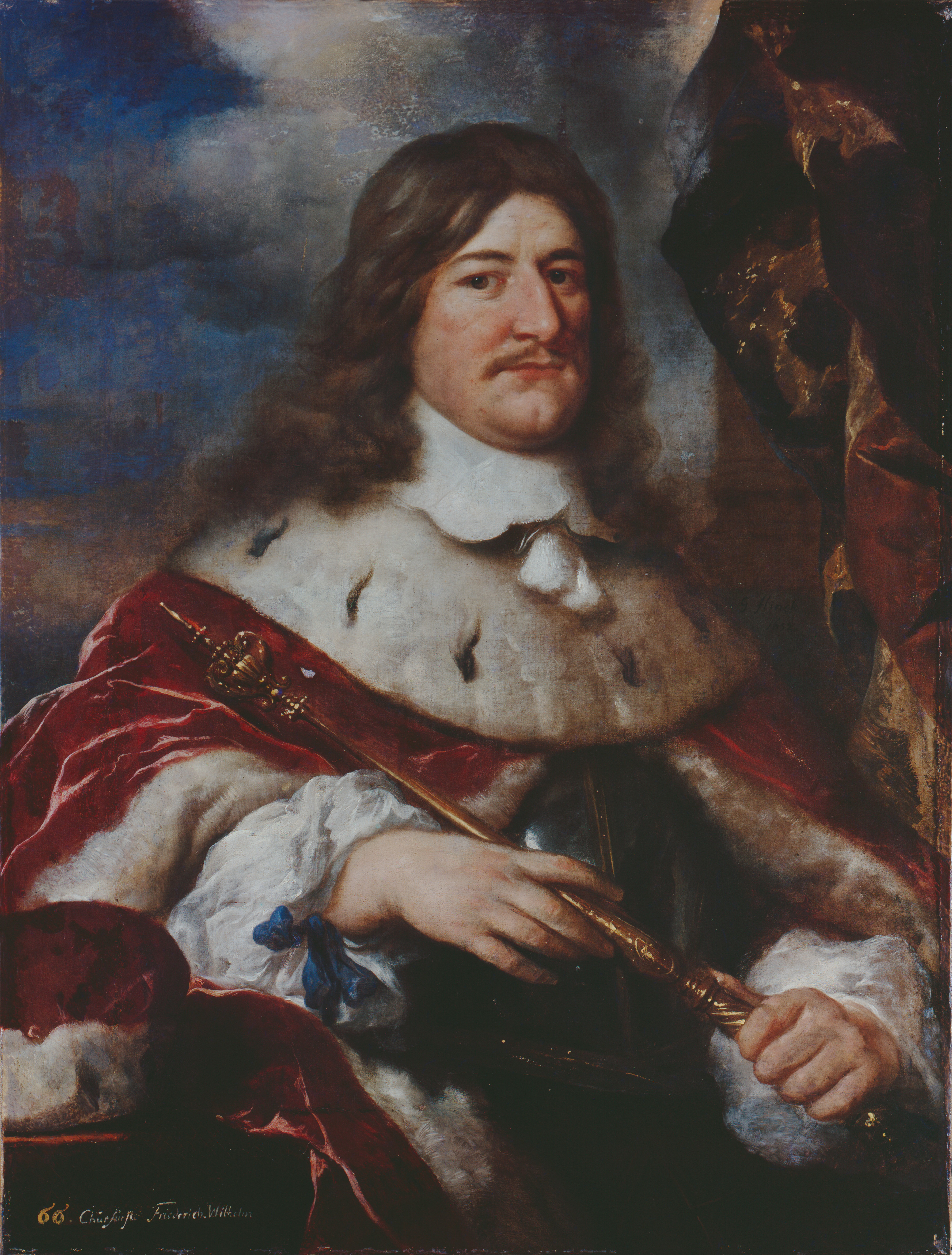
フリードリヒ･ヴィルヘルム
（1652年ごろ）

フリードリヒ・ヴィルヘルム（ドイツ語: Friedrich Wilhelm, 1620年2月16日 - 1688年5月9日）は、ブランデンブルク選帝侯およびプロイセン公（在位：1640年12月1日 - 1688年5月9日）。プロイセン公国をポーランド支配から解放し、フェールベリンの戦いなどに勝利して領内からスウェーデン勢力を駆逐したため、大選帝侯（der große Kurfürst）と称えられる。

## 生涯
フリードリヒ・ヴィルヘルムは1620年2月16日、ベルリン近郊のケルンでブランデンブルク選帝侯ゲオルク・ヴィルヘルムとその妃であるプファルツ選帝侯フリードリヒ4世の娘エリーザベト・シャルロッテの間に生まれた。1627年、三十年戦争から逃れてキュストリンに移り、1634年から1638年までオランダへ留学していた。
1640年、父の死去にともなってフリードリヒ・ヴィルヘルムは弱冠20歳でブランデンブルク選帝侯となるが、いまだブランデンブルクが不穏な状態にあるためプロイセンに留まった。1642年にグスタフ2世アドルフの娘で16歳の従妹、スウェーデン女王クリスティーナに求婚するが、この縁談は破談となった。彼女がカトリックに同情的であったためと思われる。1643年にブランデンブルクへ戻り、初めてベルリンを訪れ、臣下から忠誠の誓いを受ける。
1646年に母の従妹ルイーゼ・ヘンリエッテ（オランダ総督、オラニエ公フレデリック・ヘンドリックとアマーリエ・フォン・ゾルムス＝ブラウンフェルスの娘）と結婚し、クレーフェに移った。1650年に義兄のオランダ総督ウィレム2世が亡くなり妻の甥ウィレム3世（後のイングランド王ウィリアム3世）が幼少のためオランダが無総督時代に移行すると、姑アマーリエとウィレム3世の母メアリー・ヘンリエッタと共にウィレム3世の後見人を務めた。
父の代の1637年にポンメルン公国の統治者が死亡してスウェーデンとブランデンブルクとの争いが発生、フリードリヒ・ヴィルヘルムは継承権を主張したが、1648年のヴェストファーレン条約でスウェーデンが西部(フォアポンメルン)を、ブランデンブルクはあまり価値が無い東部（ヒンターポンメルン）を相続することになった。この時から軍備拡張を政策に掲げ、1653年に地方議会からユンカーの特権保障と引き換えに課税権の承認を受け、常備軍の設置に必要な税制の整備を始めた。クレーフェやプロイセンでも反対を受けつつ課税は成功し、この後の戦いを勝ち抜くための基礎となった。
1655年、プロイセン公国の宗主国をポーランドからスウェーデンへと替えたフリードリヒ・ヴィルヘルムは翌1656年、ワルシャワの戦いでスウェーデンと共に戦ってポーランド＝ロシア連合軍を破り、ラビアウ条約でプロイセンの主権を獲得した（大洪水時代）。しかしプロイセンの支配権を安定させるため、選帝侯はその後もしばしば同盟の相手を変えながら、ユトランドやフォアポンメルンを転戦する。
1660年のオリヴァ条約でフリードリヒ・ヴィルヘルムは最終的な支配権を獲得し、ケーニヒスベルクで起こった暴動も鎮圧して住民に忠誠を誓わせた。この時点でプロイセンはポーランドとスウェーデンの宗主下から脱し自立、選帝侯としては神聖ローマ皇帝の臣下であったが、既にブランデンブルク＝プロイセンは北東ヨーロッパにおける地位を築いていた。また、直接税と間接税による恒常的な財源確保及び官僚機構の整備による中央集権化も進みブランデンブルクは徐々に発展していった。

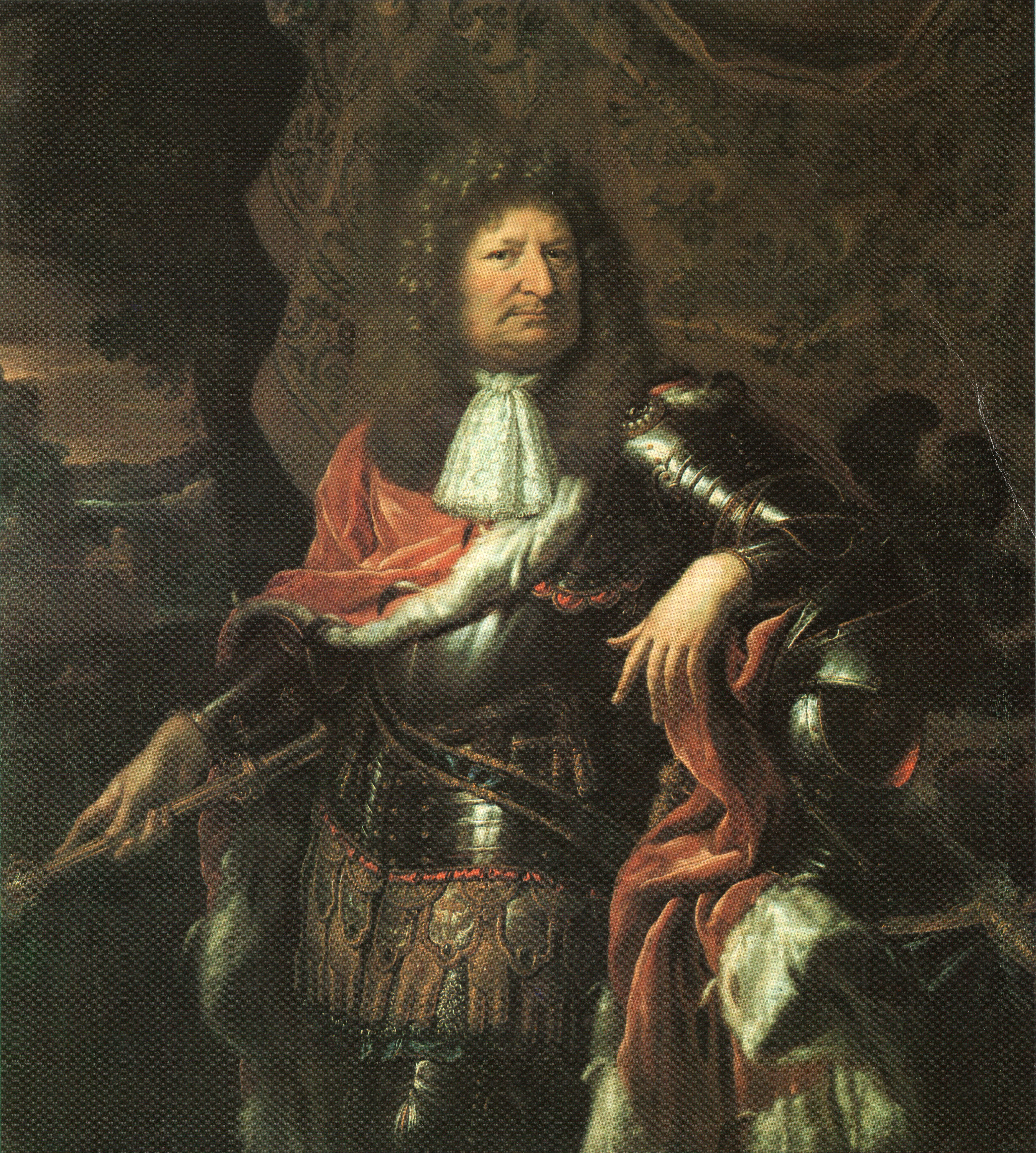
フリードリヒ・ヴィルヘルム（1688年）

1672年に仏蘭戦争が勃発すると当初はフランス王国と同盟を結んでいた関係で中立だったが、オランダと条約を結びフランスから離反した。しかし1673年にはフランス大元帥テュレンヌに領土を攻め込まれ一旦和睦、翌1674年に再度反フランスに転じてアルザスで帝国軍と合流したが、1675年1月5日にテュレンヌの奇襲を受けて敗走、アルザスから撤退した（テュルクハイムの戦い）。この後、フランス王ルイ14世と結んだスウェーデンがドイツに侵入したため北へ転戦してスウェーデンとの戦争を始めた（スウェーデン・ブランデンブルク戦争）。
1675年6月18日、フリードリヒ・ヴィルヘルムはスウェーデン軍をベルリン近郊のフェールベリンで勝利、続いて1676年から1679年まで前ポンメルン、東プロイセン、シュテッティンでもスウェーデンと戦い、1678年には艦隊を率いてリューゲン島やシュトラールズント、グライフスヴァルトに遠征して、バルト海を支配するスウェーデンをはじめ、周辺国を威圧した。この艦隊はさらに増強されて、遠く西アフリカ沿岸にまで遠征し、ギニアにグロース＝フリードリヒスベルク市を建設したり、奴隷貿易にたずさわったりしている。そして1679年にフランス主導の元、スウェーデンとサン＝ジェルマンの講和を行い、ポンメルンを返還したが、ブランデンブルク＝プロイセンからのスウェーデンの影響力を完全に排除させる事に成功した。
1685年10月29日、フリードリヒ・ヴィルヘルムはポツダム勅令を発し、フォンテーヌブローの勅令によってフランスから流入したユグノー難民に避難所を与えた。この勅令によってブランデンブルクには2万の難民が移住し、そのうち5千はベルリンに住み、フランスの高度な技術や文化をブランデンブルクに伝えた。翌1686年に神聖ローマ皇帝レオポルト1世を始めとする帝国諸侯とアウクスブルク同盟を締結してフランスに備えた。
1688年5月9日、68歳でポツダムで没し、息子のフリードリヒ3世（後のプロイセン王フリードリヒ1世）が後を継いだ。大選帝侯が残した常備軍の兵力は3万に上り、その税制や、移民を受け入れる宗教的寛容とともに後のプロイセン王国を築く基礎となった。

## 子女

### 最初の結婚

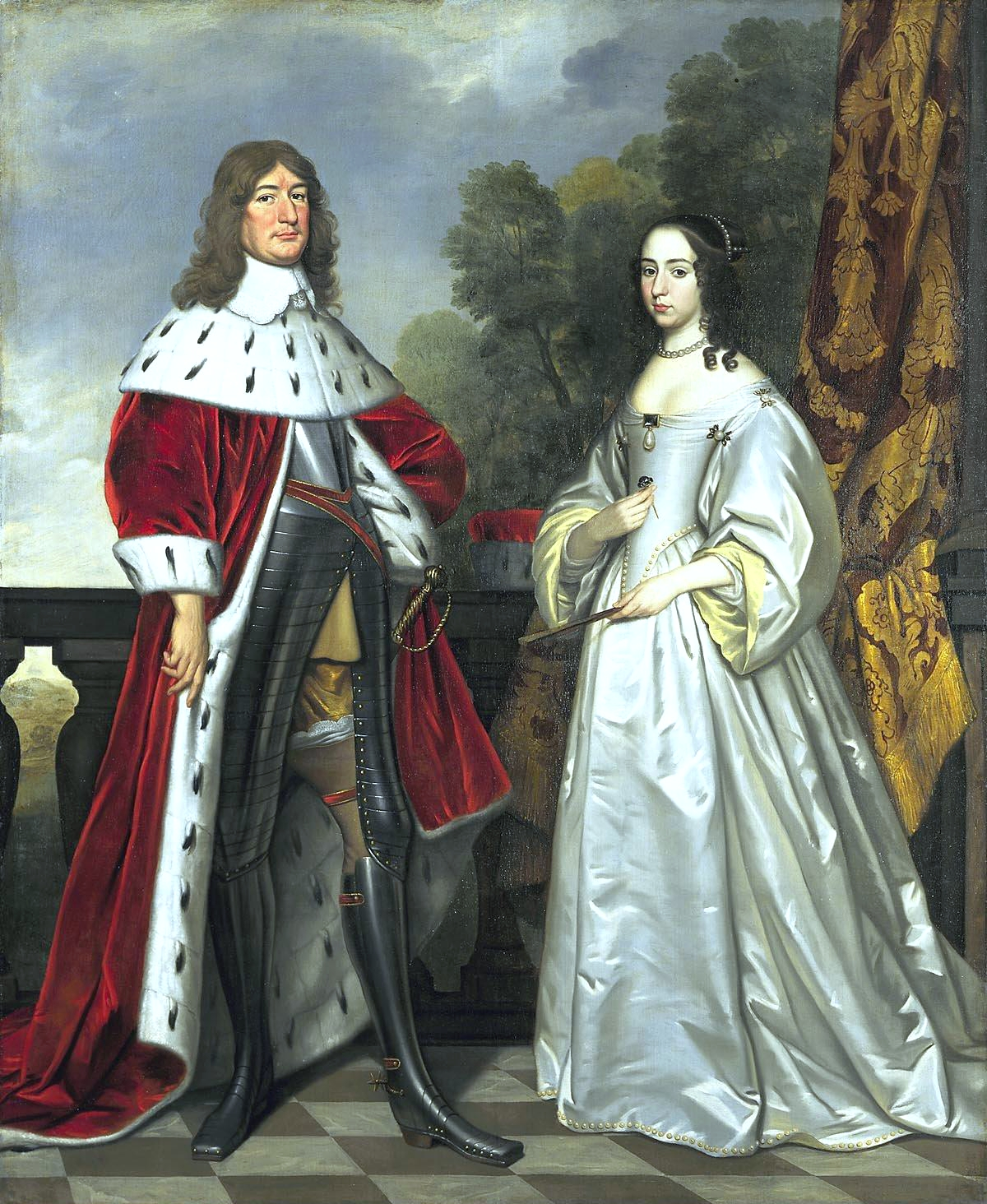
フリードリヒ・ヴィルヘルムと最初の妃ルイーゼ・ヘンリエッテ

1646年12月7日、フリードリヒ・ヴィルヘルムはハーグでネーデルラント総督のオラニエ公フレデリック・ヘンドリックの娘ルイーゼ・ヘンリエッテと最初の結婚をし、間に5男1女をもうけた。ルイーゼとは1667年に死別した。
- ヴィルヘルム・ハインリヒ（1648年 - 1649年）
- カール・エミール（1655年 - 1674年）
- フリードリヒ（1657年 - 1713年） - ブランデンブルク選帝侯、プロイセン王
- アマーリア（1664年 - 1665年）
- ハインリヒ（1664年） - アマリアの双子の弟
- ルートヴィヒ（1666年 - 1687年） - ラジヴィル＝ビルツェ侯女シャルロッテと結婚

### 2度目の結婚
1668年6月14日、フリードリヒ・ヴィルヘルムはハルバーシュタット近郊のグレーニンゲン城において、シュレースヴィヒ＝ホルシュタイン＝ゾンダーブルク＝グリュックスブルク公フィリップの娘ドロテア・ゾフィーと結婚式を挙げた。ドロテアはリューネブルク侯クリスティアン・ルートヴィヒの未亡人であり、再婚同士の夫婦であった。夫妻は4男3女に恵まれた。
ドロテアは選帝侯家を継げない自分の産んだ息子達の財産を確保するため、シュヴェートとヴィルデンブルフ（現在のポーランド領スフォブニツァ）の領地を購入した。1701年に継子の選帝侯フリードリヒ3世がプロイセンの王となった際、ドロテアの産んだ息子達もプロイセンの王子（Prinz in Preußen）及びブランデンブルク辺境伯（Markgraf zu Brandenburg）の称号を与えられた。彼らの家系はブランデンブルク＝シュヴェート辺境伯家と呼ばれ、1788年までプロイセン王家の分家として存続した。また、ドロテアは夫の心を動かし、ブランデンブルク選帝侯領をフリードリヒ3世と自分の息子達の間で分割相続させる、という約束を一時的に取り付けることまでした。後に撤回されたこの約束のため、フリードリヒ3世は異母弟達との間で即位後10年にわたって揉めることになった。
- フィリップ・ヴィルヘルム（1669年 - 1711年） - マクデブルク公領総督、ブランデンブルク＝シュヴェート辺境伯
- マリア・アマーリア（1670年 - 1739年） - 1687年にメクレンブルク＝ギュストロー公世子カールと結婚、1689年にザクセン＝ツァイツ公モーリッツ・ヴィルヘルムと再婚
- アルブレヒト・フリードリヒ（1672年 - 1731年） - 聖ヨハネ騎士団団長、ヒンターポンメルン総督
- カール・フィリップ（1673年 - 1695年）
- エリーザベト・ゾフィー（1674年 - 1748年） - 1691年にクールラント公フリードリヒ・カジミールと結婚、1703年にブランデンブルク＝バイロイト辺境伯クリスティアン・エルンストと再婚、1714年にザクセン＝マイニンゲン公エルンスト・ルートヴィヒ1世と3度目の結婚
- ドロテア（1675年 - 1676年）
- クリスティアン・ルートヴィヒ（1677年 - 1734年） - ハルバーシュタット侯領総督

## フリードリヒ・ヴィルヘルムが登場する小説
- 榛名しおり『マリア―ブランデンブルクの真珠』講談社〈講談社F文庫〉、2005年。ISBN 978-4062800051。